# センタムシティ駅

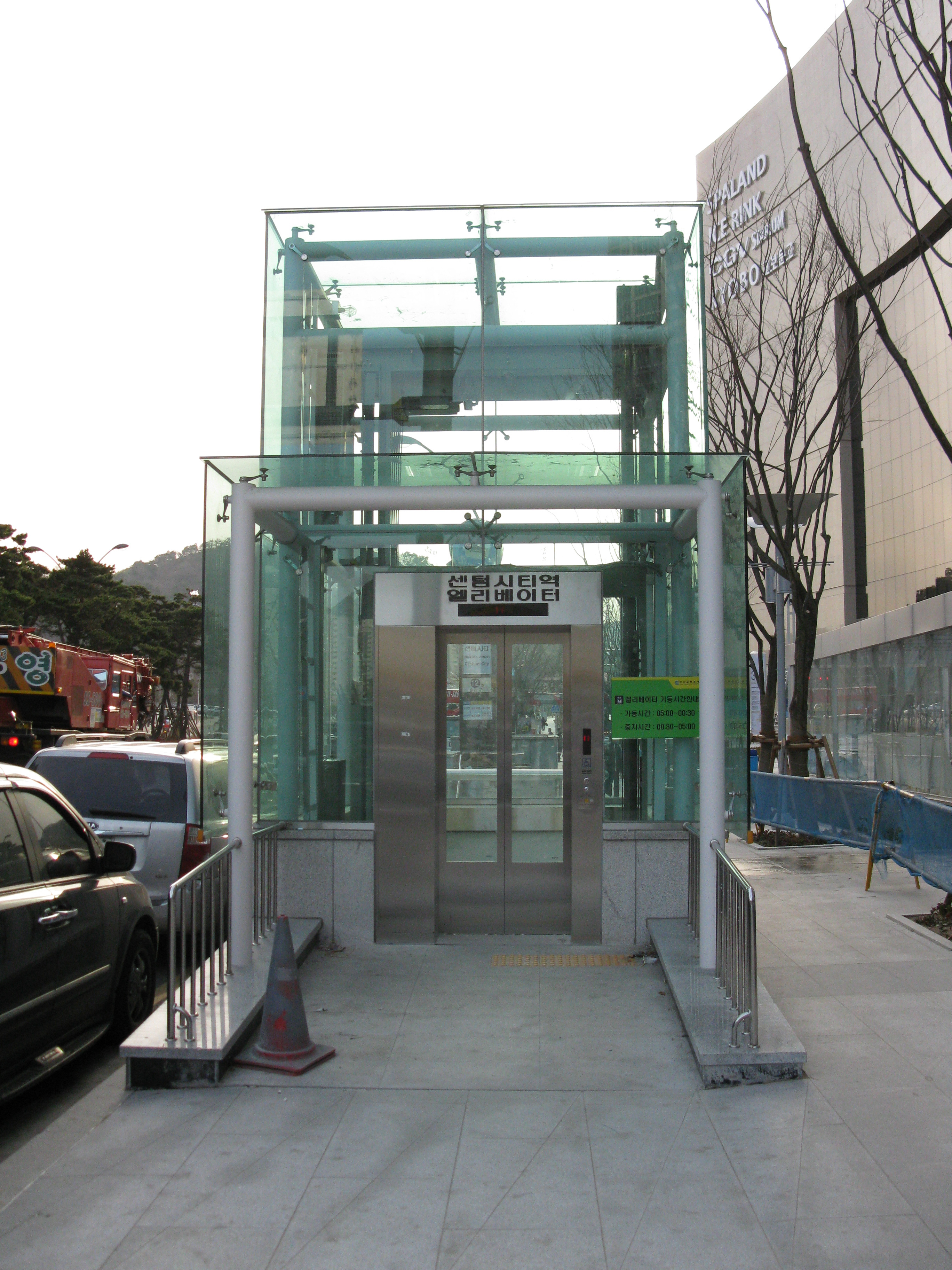
12番出入口エレベーター

センタムシティ駅（センタムシティえき）は、大韓民国釜山広域市海雲台区にある釜山交通公社2号線の駅。駅番号は206。
センタムシティに隣接している。「ベクスコ・新世界」を副駅名とする。

## 駅構造
相対式ホーム2面2線の地下駅。フルスクリーンタイプのホームドアが設置されている。

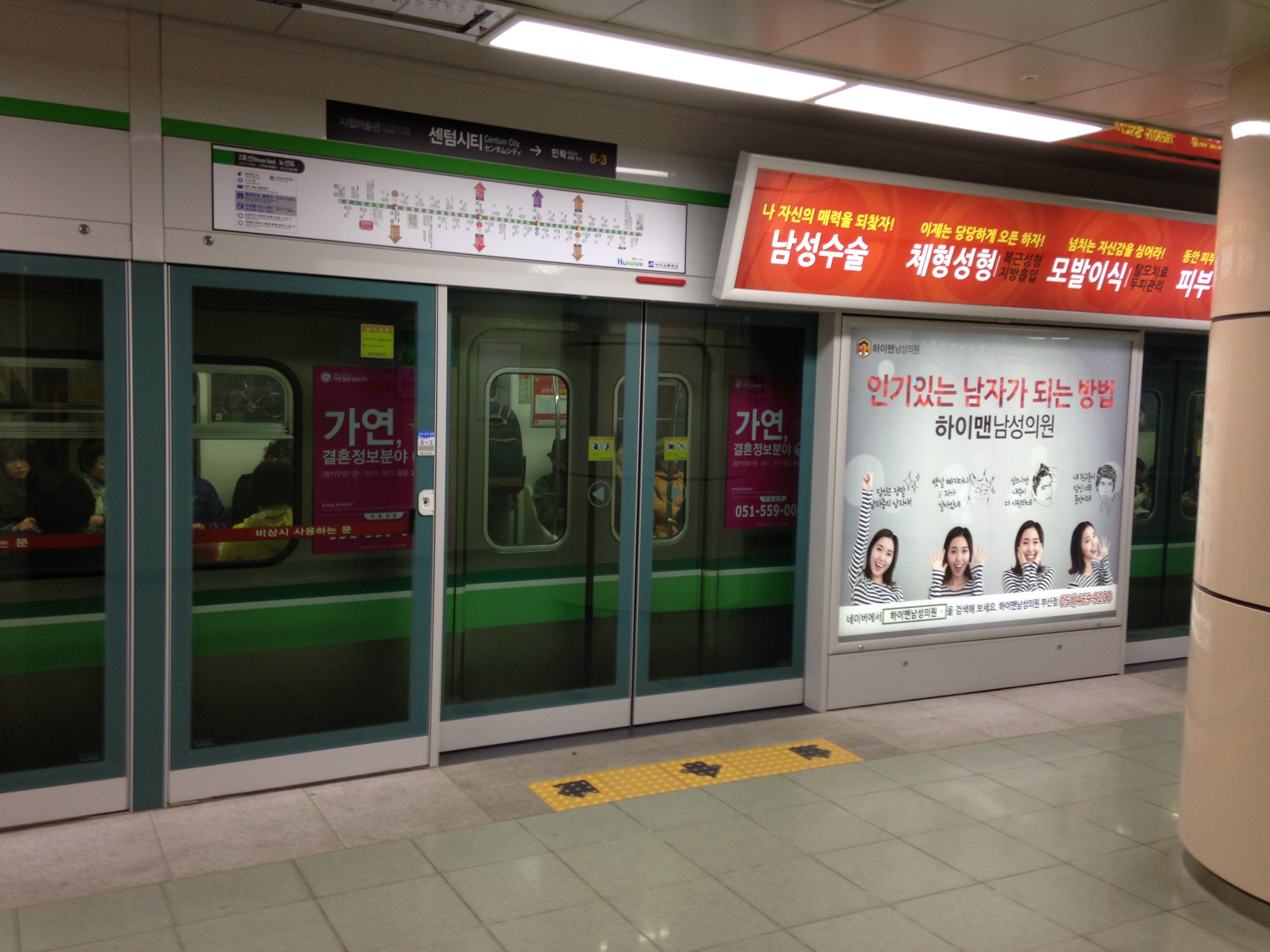
ホームドア
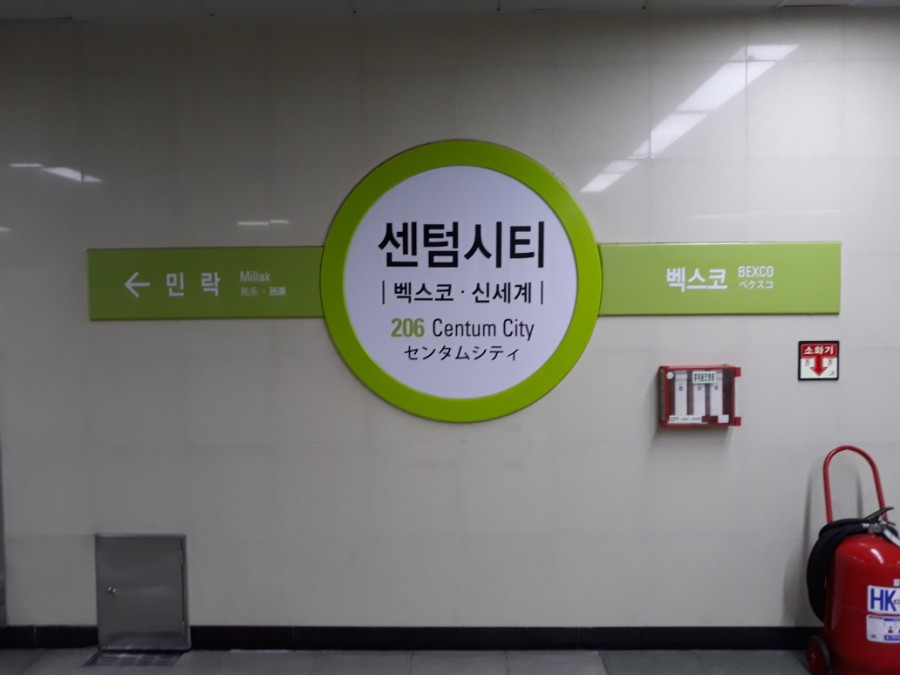
駅名標

### のりば
| 上り | 2号線 | 萇山方面 |
| 下り | 2号線 | 梁山方面 |

## 歴史
- 2002年8月29日 - 開業。
- 2009年1月10日 - 「BEXCO・新世界」の副駅名を付与。
- 2016年
  - 10月19日 - 交通公社の駅名審議委員会で、韓国鉄道公社東海線BEXCO駅開業に伴う案内上の混乱を避けるため、駅出口がBEXCO第1展示場と直結している当駅の副駅名の変更（BEXCOをハングル表記へ）を決定[1]。
  - 11月21日 - 副駅名を「ベクスコ・新世界」に変更。
なお改称時点で東海線は無期限開業延期となっており、同線の開業は1ヵ月以上後の12月30日である。

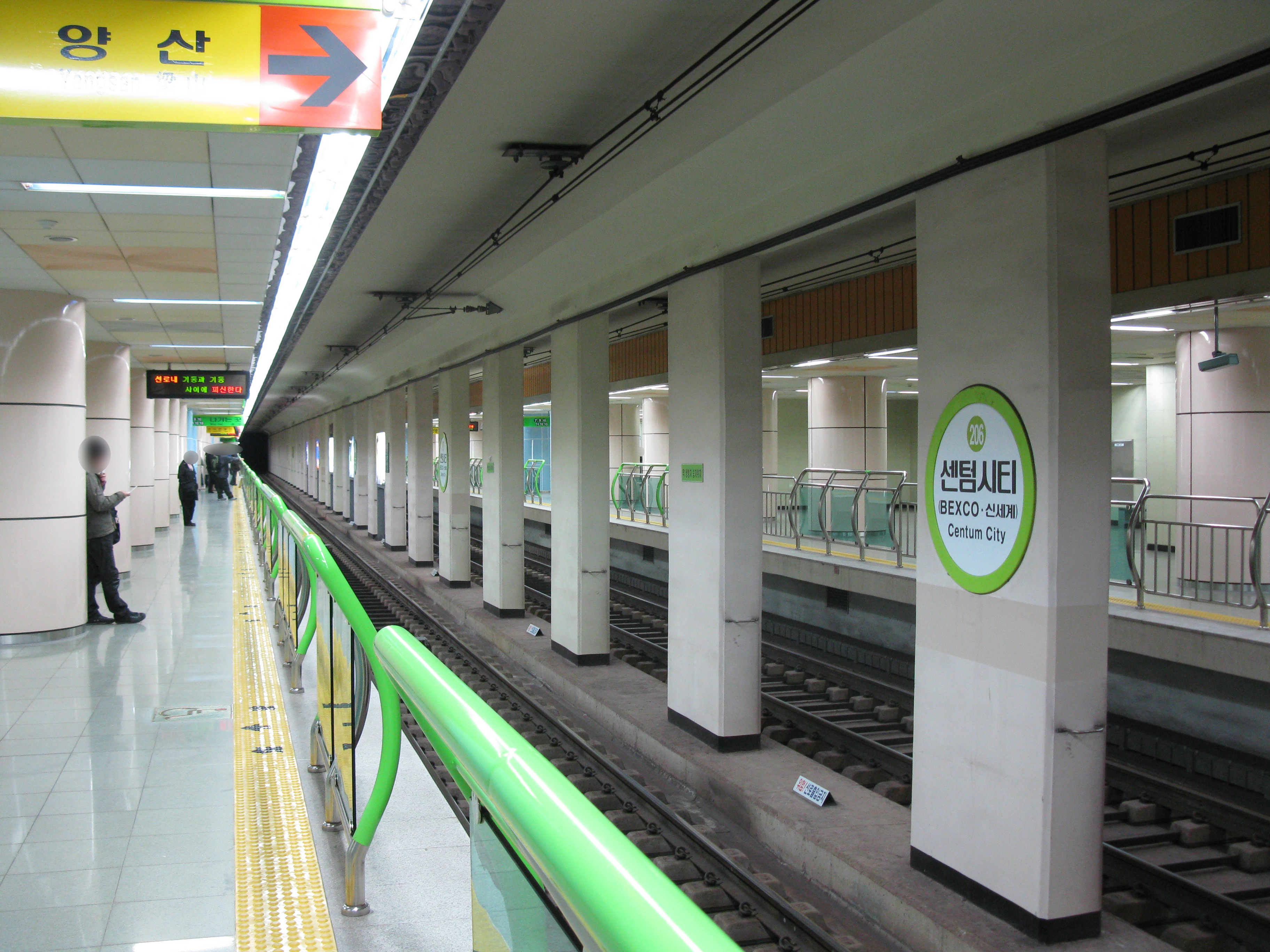
ホームドア設置前（2009年2月）
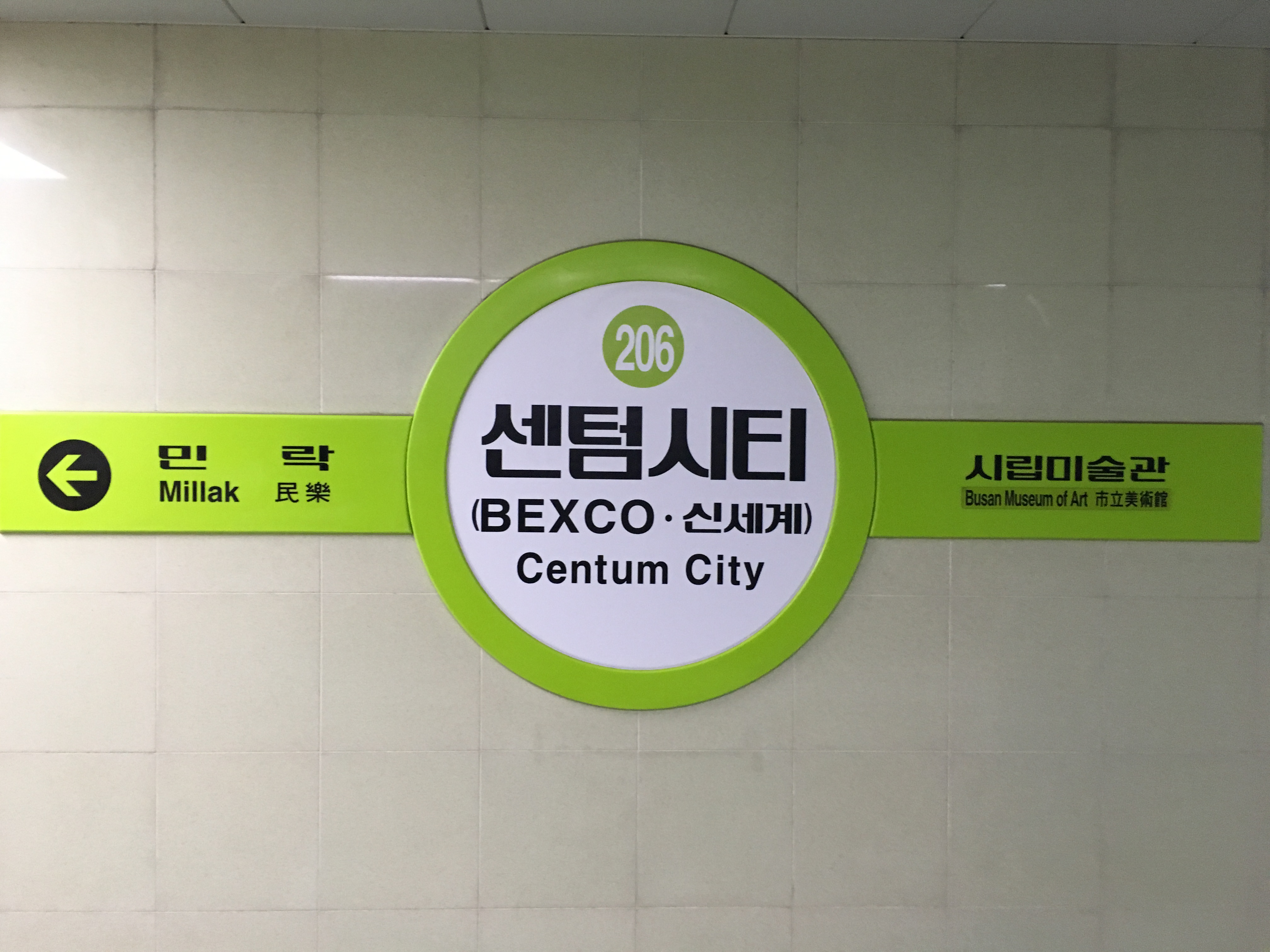
副駅名変更前の駅名標（2016年5月）

## 駅周辺
- BEXCO
- ロッテ百貨店センタムシティ店
- ホームプラスセンタムシティ店
- 新世界百貨店センタムシティ店
- キッザニア釜山
- KNN社屋

## 隣の駅
釜山交通公社
 2号線
BEXCO駅 (205) - センタムシティ駅 (206) - 民楽駅 (207)